# Baiersbronn
Baiersbronn es un municipio alemán perteneciente al distrito de Freudenstadt en el estado federado de Baden-Wurtemberg. Le pertenecen los barrios de Friedrichstal, Mitteltal, Obertal, Tonbach, Klosterreichenbach, Röt- Schönegründ, Huzenbach, Schwarzenberg, Schönmünzach y Schönmünz. En total, el municipio tiene unos 16 000 habitantes.

## Puntos de interés
- Lago Buhlbach[3]
- Parque Cultural Vidriería Buhlbach (Kulturpark Glashütte Buhlbach)[4]
- Ruina del castillo de Tannenfels[5]
- Museo de Cuentos de Hauff[6]